# 山崎健太
山崎 健太（やまざき けんた、1987年5月19日 - ）は、日本のサッカー選手。ポジションはMF。

## 来歴
東京都足立区出身。駒澤大学高等学校から駒澤大学に進学し、同大サッカー部では背番号10番を身に着けた。
その後、山本恭平に声をかけられ東京23FCに加入。同クラブでは1年目から守備の要として活躍した。
その後2013年にタイ・ディヴィジョン1リーグ（3部）のTTMカスタムズFCに加入。半シーズン在籍したものの、外国人枠を超える数の選手がいたため、出場機会が少なかった。そのため、モンテネグロでトライアウトを受け2部のFKベラネに移籍した。FKベラネでは主力となり活躍、翌シーズンは1部のOFKグルバリに移籍した。
2015年にOFKグルバリでの活躍がウボンUMTユナイテッドFCのスコット・クーパー監督の目に留まり、獲得を渇望されて移籍金つきでタイ・ディヴィジョン2リーグ（3部）の同クラブに移籍した。ウボンではレギュラーとしてプレーし、同クラブのタイ・リーグ1昇格にも貢献したが、2018年7月15日、アウェイのブリーラム・ユナイテッドFC戦で前十字靭帯断裂の大怪我を負い、そのまま契約満了で退団した。
長期に及ぶリハビリを経て、2019年7月4日、メトフォン・Cリーグのボーウング・ケット・アンコールに加入。

## タイトル

### クラブ
ウボンUMTユナイテッドFC
- タイ・ディヴィジョン2リーグ: 2015